# Premio Lissone
Il Premio Lissone è un premio dedicato alle arti figurative organizzato nella città di Lissone a partire dal 1946 e protrattasi fino al 1967. Nel 2002, a seguito della fondazione del MAC - Museo d'Arte Contemporanea di Lissone, la rassegna viene ripresa con cadenza annuale fino al 2007, in seguito diventa biennale per alternarsi con il Premio Lissone Design.

## Storia
Su iniziativa di alcuni artisti (Famiglia Artistica Lissonese) ed imprenditori locali nel 1946 prese vita un premio di pittura, inizialmente riservato ad artisti italiani e, successivamente, dal 1952 aperto anche ad artisti stranieri.
Tra i critici invitati a far parte della giuria vi sono stati Giulio Carlo Argan, Raffaele De Grada, Will Grohmann, Giuseppe Marchiori, Franz Roh, Marco Valsecchi e Christian Zervos.
Dal 1951 diventa premio acquisto per costituire quello che diventerà il Museo di Arte Contemporanea (MAC)
Nel 1967 si terrà l'ultima edizione.
Nel 1999 la Famiglia Artistica Lissonese, detentrice della titolarità del premio, lo concesse al neo costituito Museo d'arte contemporanea, denominato Civica Galleria d'Arte Contemporanea e riconosciuto nel 2003 dalla Regione Lombardia. Da qui riprese con l'edizione del 2002 con cadenza annuale. Dal 2006 prende una cadenza biennale alternandosi con il Premio Lissone Design.

## Edizioni

### Premio Lissone dal 1952 al 1967
- VII Premio Lissone - Mostra Nazionale di Pittura 1952 (14 settembre - 5 ottobre)
- VIII Premio Lissone Internazionale per la Pittura 1953 (20 settembre - 4 ottobre)
- IX Premio Lissone Internazionale per la Pittura 1955 (2 - 23 ottobre)
- X Premio Lissone Internazionale per la Pittura 1957 (6 - 27 ottobre)
- XI Premio Lissone Internazionale per la Pittura 1959 (20 settembre - 25 ottobre)
- XII Premio Lissone Internazionale per la Pittura 1961 (29 ottobre - 26 novembre)
- XIII Premio Lissone biennale Internazionale di Pittura 1963 (18 - 31 ottobre)
- XIV Premio Lissone biennale Internazionale di Pittura 1965 (17 - 31 ottobre)
- XV Premio Lissone Internazionale di Pittura 1967 (29 ottobre - 26 novembre)

### Premio Lissone dal 2002
- Premio Lissone 2002 (15 dicembre 2002 - 23 febbraio 2003), a cura di Flaminio Gualdoni
- Premio Lissone 2003 (14 dicembre 2003 - 7 marzo 2004), a cura di Flaminio Gualdoni
- Premio Lissone 2004 (18 dicembre 2004 - 26 giugno 2005), a cura di Flaminio Gualdoni
- Premio Lissone 2005 (17 dicembre 2005 - 29 gennaio 2006), a cura di Luigi Cavadini
- Premio Lissone 2007 (15 dicembre 2007 - 27 gennaio 2008), a cura di Luigi Cavadini
- Premio Lissone 2010 (18 novembre 2010 - 23 gennaio 2011), a cura di Luigi Cavadini
- Premio Lissone 2012 (15 dicembre 2012 - 27 gennaio 2013), a cura di Alberto Zanchetta
- Premio Lissone 2014 (25 ottobre - 30 novembre), a cura di Alberto Zanchetta
- Premio Lissone 2016 (4 dicembre 2016 - 12 febbraio 2017), a cura di Alberto Zanchetta